# Kastell Saarbrücken
Das Kastell Saarbrücken (umgangssprachlich auch als Römerkastell Saarbrücken bekannt) war eine spätrömische Festung, deren teilrestaurierte Überreste sich im heutigen Saarbrücker Stadtteil St. Johann befinden. In antiker Zeit gehörte es zur Provinz Belgica I. Seine Überreste sind heute als Bodendenkmal unter Denkmalschutz gestellt.

## Lage und Forschungsgeschichte

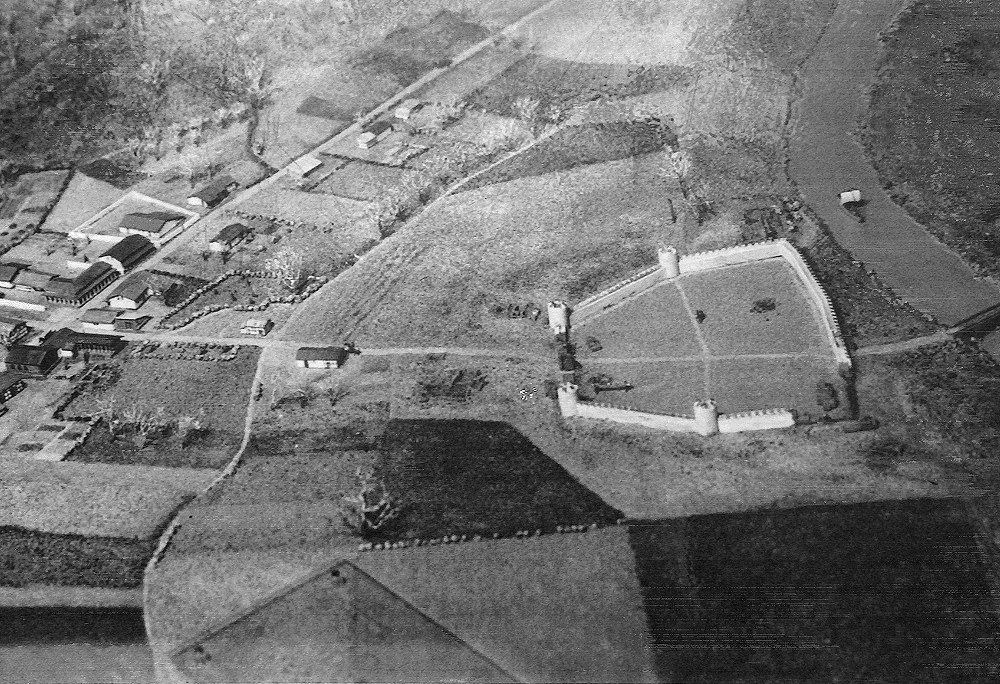
Modell des Kastells
(Infotafel, Zustand 2011)

Im modernen Stadtbild befindet sich das Bodendenkmal in einem kleinen Park an einer „An der Römerbrücke“ genannten Straße im Stadtteil St. Johann. Das Areal wird im Norden von einem Gewerbebetrieb, im Osten von der Eisenbahntrasse und im Süden vom Osthafen begrenzt. Geographisch befindet es sich auf einer Niederterrasse in der Talaue der Saar zwischen dem östlich gelegenen Halberg und dem nördlich gelegenen Kaninchenberg. In der Antike war der Platz aus verkehrs- und militärgeographischer Sicht gut gewählt. Zum einen war die Saar damals bereits schiffbar und somit als Transportweg nutzbar, zum anderen kreuzten sich unterhalb des Halbergs zwei römische Fernstraßen. Eine dieser Straßen verband das Legionslager von Argentorate (Straßburg) mit der Residenzstadt Augusta Treverorum (Trier), die andere führte von Divodurum Mediomatricorum (Metz), einer der größten Städte Galliens, nach Borbetomagus (Worms), dem Hauptort der Civitas Vangionum. Bereits im ersten nachchristlichen Jahrhundert hatte sich daher zu Fuße des Halberges der Vicus Saravus entwickelt, dessen Name durch den Fund eines mit vico saravo beschrifteten Meilensteins als belegt gilt. Vermutlich diente das Kastell der Sicherung des Saarüberganges, der Straßenkreuzung und der zivilen Siedlung.
Das Vorkommen römischer Relikte im Stadtgebiet Saarbrückens ist schon seit dem 17. Jahrhundert bekannt. Bei Planierungsmaßnahmen in der Mitte des 18. Jahrhunderts traten erstmals Fundamente der Bebauung des Vicus ans Tageslicht. Anfang der 1920er Jahre untersuchte der damalige Konservator Carl Klein das nahegelegene Mithräum am Halberg. Als Klein im Zusammenhang mit Neubaumaßnahmen im Jahr 1924 auch Nachforschungen im Vicus vornahm, wurde schließlich das Fundament des Kastells entdeckt, weitgehend freigelegt und aufgemessen. Anschlussgrabungen erfolgten 1927, wieder durch Carl Klein, 1932 unter Franz Josef Keller und 1962 durch Reinhard Schindler. Die gesamten Dokumentationen der Vorkriegsgrabungen gingen bei einem Bombenangriff im Zweiten Weltkrieg verloren, so dass manche Fragen bezüglich der frühen Befundinterpretationen nicht mehr beantwortet werden können. Die bislang letzten archäologischen Ausgrabungen fanden 2009 auf der Südseite des Osthafens, unweit des Kastells statt und konnten dort einen Abschnitt der Straße von Divodurum Mediomatricorum nach Borbetomagus nachweisen.

## Archäologische Befunde

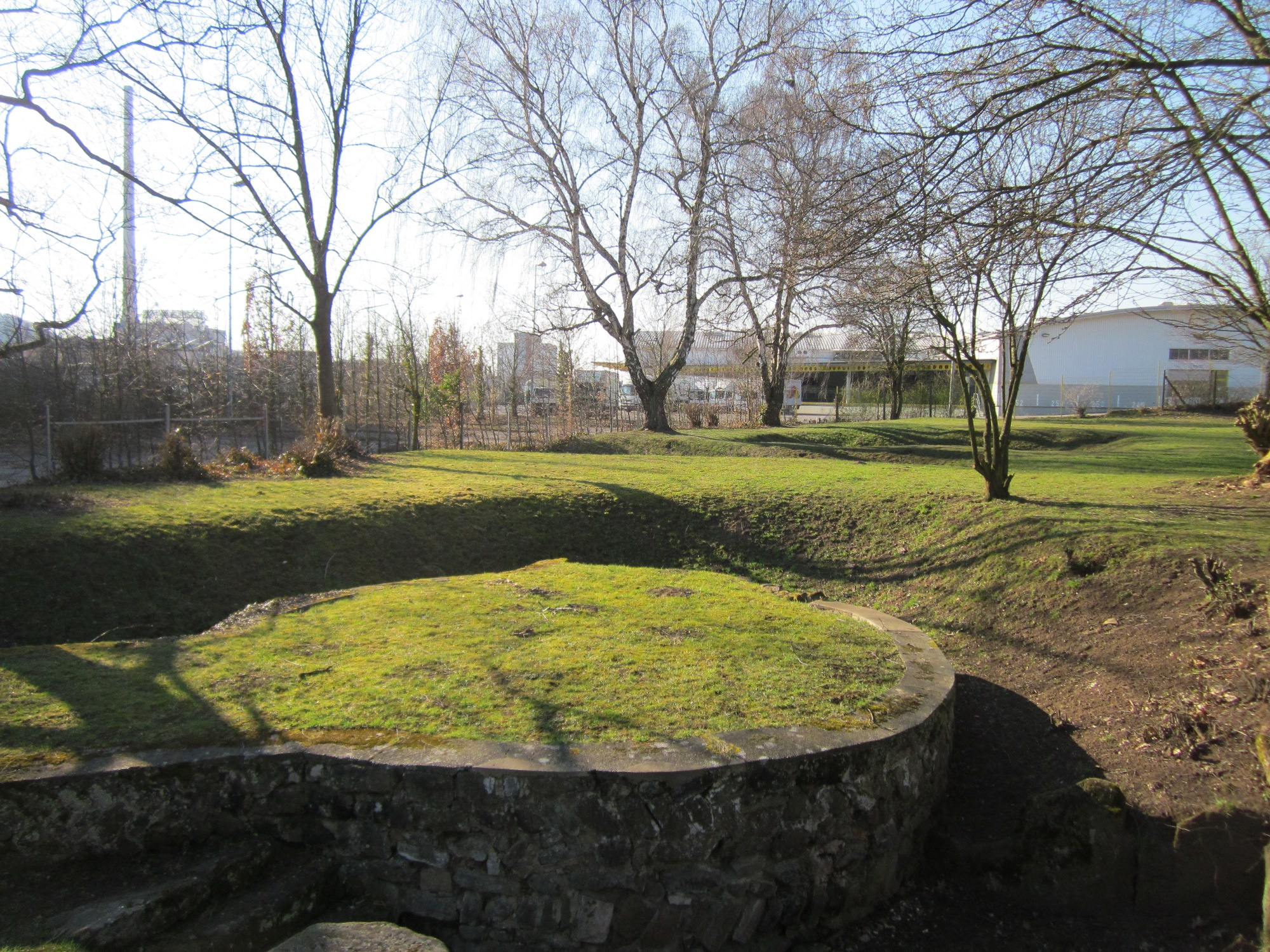
Fundament eines Eckturms
(Zustand 2013)

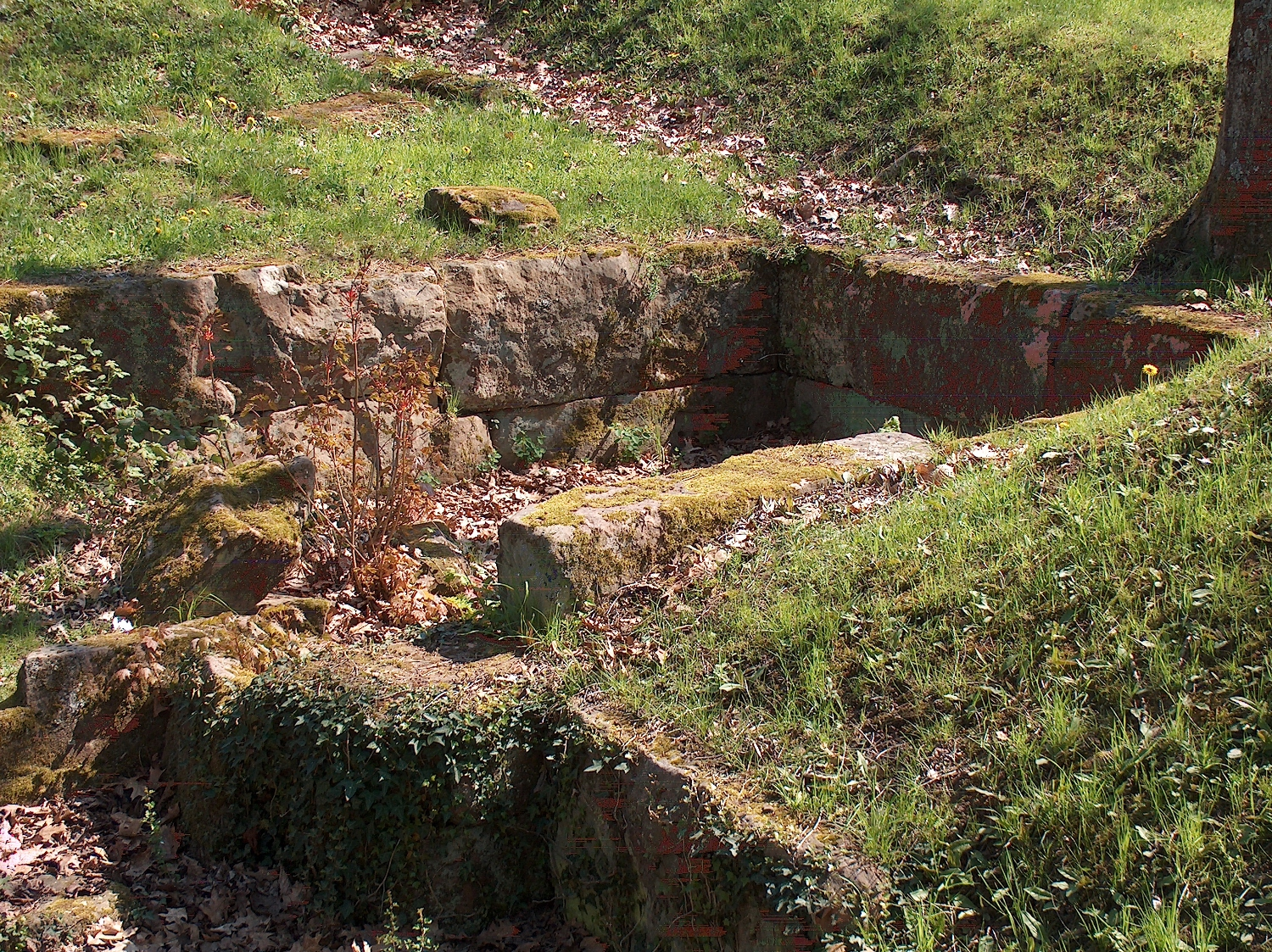
Mauerreste des Vicus innerhalb des Kastells (Zustand 2011)

Das Kastell nimmt eine umbaute Fläche von rund 0,66 Hektar in Anspruch, was der Größe eines durchschnittlichen Numeruskastells entspricht. Das Bauwerk besitzt einen polygonalen Grundriss, der sich aus einem annähernden Rechteck im südwestlichen Teil und einem angegliederten Trapez im Nordosten zusammensetzt. Mit seiner mutmaßlichen Praetorialfront (Vorderfront) ist es nach Nordosten hin ausgerichtet, die rechteckige Retentura (rückwärtiger Lagerteil) weist nach Südwesten, zur Saar hin. An den Ecken der trapezförmigen Praetentura (vorderer Lagerteil) konnten vier Rundtürme freigelegt werden, deren Durchmesser zwischen 6,4 und 6,8 Meter betragen. Der Nordostturm, der mit viel Brandschutt verfüllt war, wurde komplett ausgegraben. Die Fundamente der Kastellmauer reichen bis zu einer Tiefe von 2,00 m bis 2,15 m unter das heutige Laufniveau. Im Aufgehenden bestand die Mauer im Kern aus Opus caementicium mit eingelegten Rollschichten und war nach außen hin mit im Verband verlegten Sandbruchsteinen in Form des Opus spicatum verkleidet. Die Außenseiten der Steine waren nur grob behauen. Die Ausgräber von 1924 beschreiben ihre Ausführung als „wenig sorgfältig“, lobten jedoch den Mörtel als von „vorzüglicher Beschaffenheit“. Vorgelagerte Sicherungsgräben konnten nicht festgestellt werden. Auf der Nordseite des Kastells fehlen bislang die Spuren der Umwehrung. Ob man diese nicht zu Ende geführt hatte, wie gelegentlich vermutet worden war, oder ob deren Spuren bislang schlicht noch nicht entdeckt worden sind, können erst künftige Untersuchungen zeigen. Ein an den Nordostturm anschließendes Gebäude mit Innenmaßen von 4,5 m mal 3,8 m sowie ein weiteres Gebäude mit den Maßen von 3,4 m mal 1,2 m gehören nicht zum Kastell, sondern zur älteren Bebauung des Vicus. Dies gilt auch für alle anderen Gebäudereste innerhalb der Umwehrung, Spuren der Innenbebauung des Kastells selbst konnten bislang nicht nachgewiesen werden.
Die römische Fernstraße von Divodurum Mediomatricorum nach Borbetomagus verlief von SSW nach NNO mitten durch das Kastell. Sie befand sich bei der Ausgrabung nur 30 cm bis 40 cm unter dem heutigen Laufniveau. Im Kastellinneren war die Straße an ihren Seiten mit behauenen Kalksteinen eingefasst. Eine bis 12 cm dicke Packlage aus kleinen Kalksteinen war als Straßenbelag feststellbar. Ein weiteres Stück Straße, das parallel westlich der Fernstraße gefunden wurde, wird als Teil des internen Wegesystems des Kastells oder des Vicus angesprochen. Die Verwendung von lokal nicht vorkommendem Kalkstein gegenüber dem dort anstehenden Sandstein ist auffällig, zumal der weiter außerhalb des Kastells auf insgesamt 63 m Länge erfasste Straßenabschnitt in Sandstein ausgeführt worden war.

## Vicus Saravusund sonstige römerzeitliche Befunde

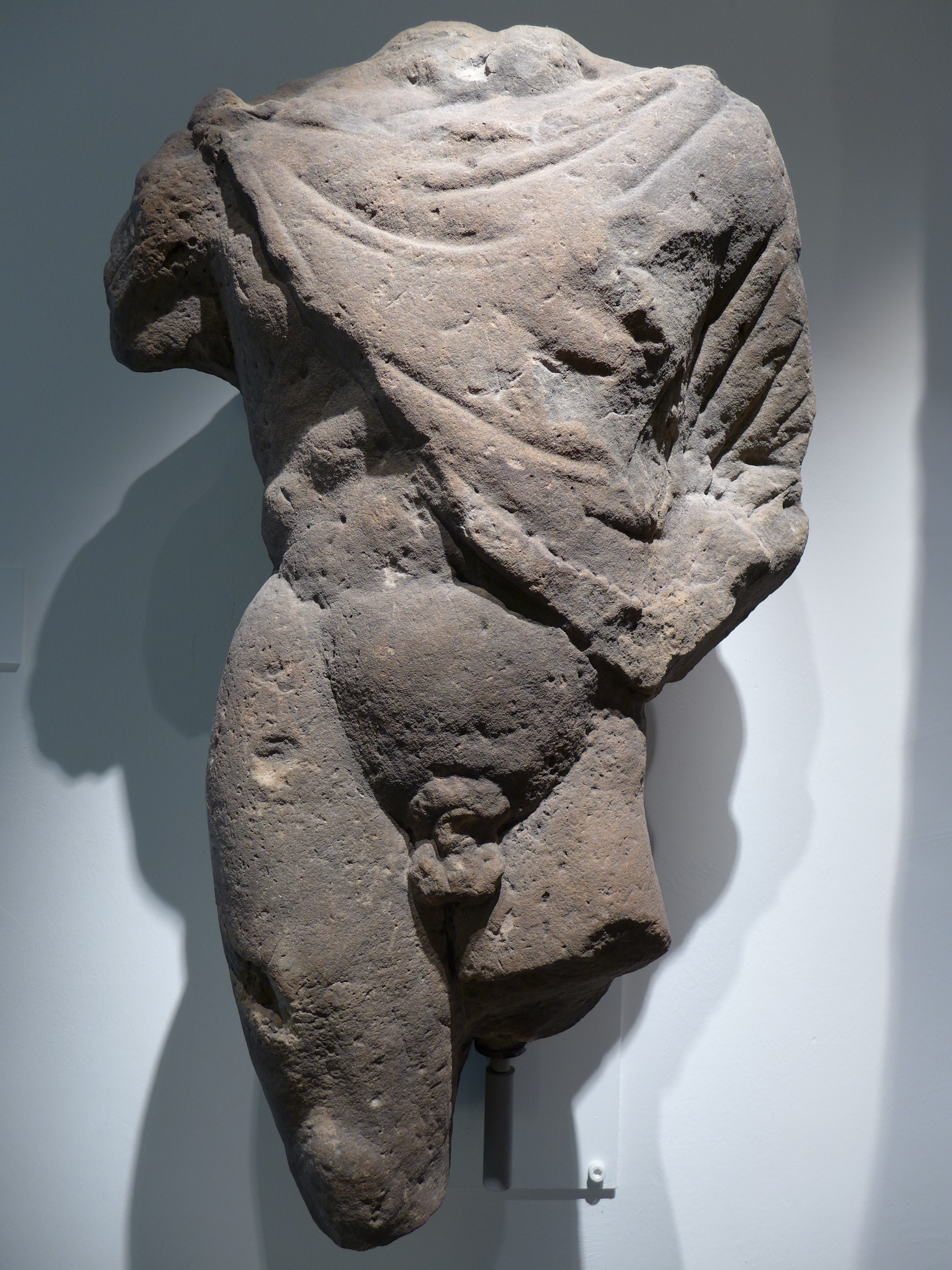
Torso des Mercurius
FO: Eschberg
AO: Museum für Vor- und Frühgeschichte

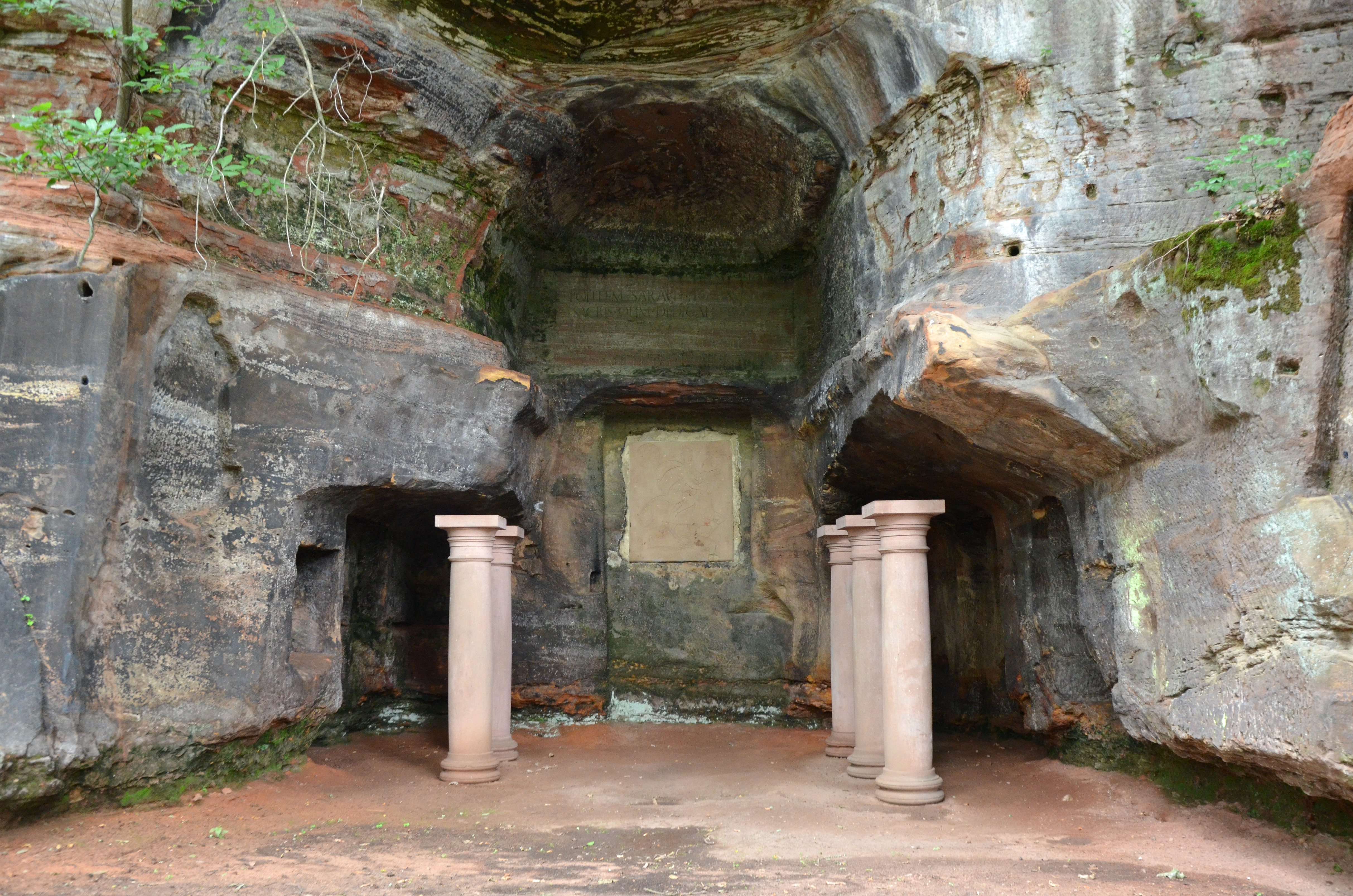
Mithrasgrotte am Halberg
(Zustand 2017)

Der Vicus Saravus entwickelte sich im ersten Jahrhundert im Zusammenhang mit oder kurz nach dem Bau der römischen Fernstraßen. Administrativ gehörte er anfänglich zur Provinz Gallia Belgica, nach der diokletianischen Verwaltungsreform zur Belgica prima (Belgica I).
Die Fundamente seiner Häuser wurden bei den bisherigen Ausgrabungen hauptsächlich nördlich und östlich des Kastells und innerhalb von dessen Mauern angetroffen. Ein aufwendig strukturiertes und mit einem Hypokaustum versehenes Gebäude vor der südlichen Ecke der Kastellumwehrung wurde als mögliche Villa angesprochen, jedoch ist eine solche Funktion dies Gebäudes nicht gesichert. Der Vicus erstreckte sich zu beiden Seiten längs der Straße von Divodurum Mediomatricorum nach Borbetomagus. Die Existenz einer Brücke über die Saar in diesem Bereich wurde verschiedentlich vorgeschlagen, muss aber mangels eindeutiger Befunde spekulativ bleiben. Die Flussquerung erfolgte möglicherweise mittels einer Furt. Römische Brücken sind auf dem Stadtgebiet des heutigen Saarbrückens aber durchaus nachgewiesen, so im Stadtteil Güdingen. Seit dem zweiten Jahrhundert erfolgte die Trinkwasserversorgung des Vicus von den Quellen des Schwarzenberges her.
Durch einen Raubzug der Alamannen in den Jahren 259/260 vollständig niedergebrannt, fiel die wiederaufgebaute Siedlung um das Jahr 350 einem neuen Germaneneinfall zum Opfer, was möglicherweise der Anlass zur Errichtung des Kastells war.
Südlich des heutigen Osthafens wurde 2009 ein vollständig erhaltenes römisches Skelett in einem spätrömischen Körpergrab ausgegraben, die Interpretation dieses Fundes ist jedoch noch nicht abgeschlossen. Bis auf die genagelten Schuhen, die der Tote trug, war das Grab beigabenlos.
Außerhalb der eigentlichen Wohnbebauung befanden sich die Sakralbezirke des Vicus. So wurden in einer Felsgrotte am Halberg ein Mithräum (Kultstätte des Gottes Mithras) identifiziert und am nordöstlich gelegenen Eschberg ein Heiligtum des Mercurius nachgewiesen.

## Datierung und historischer Zusammenhang
Das datierbare Fundmaterial entstammt überwiegend dem Vicus. Ein Terra-Sigillata-Scherben mit dem Töpferstempel VITRIOFE (Lesung: Vitrio fecit, Übersetzung: Vitrius hat es gemacht) entstammt einem ostgallischen Töpfereibetrieb, möglicherweise aus Augusta Treverorum, und ist in die Zeit um 150/160 zu datieren. Die Münzreihe des Kastells beginnt mit einem Antoninian des Tetricus (von 271 bis 274 letzter Kaiser des gallischen Sonderreiches) und endet mit einem Kleinerz des Julianus (360–363). Die Fundmünzen aus dem Vicus hingegen beginnen mit einer Prägung des Claudius (41–54) und enden mit einer Münze des Magnentius (Gegenkaiser 350–353). Da der Vicus im Fundbereich dieser Münze von dem Kastell überbaut worden ist, kann das Jahr 353 als Terminus post quem für die Errichtung der spätrömischen Festung gelten. Damit fällt das Saarbrücker Kastell nicht in den Zeitraum der Errichtung des Donau-Iller-Rhein-Limes, sondern dürfte eher im Zusammenhang mit den gallischen Aktivitäten (357–359) des Julianus zu sehen sein, oder im Kontext des letzten Ausbaus der Verteidigungslinien des Reiches unter Valentinian I. (364–375) stehen. Nach dem Rheinübergang von 406 und im Zusammenhang mit den darauf folgenden Ereignissen dürfte das Gebiet um Saarbrücken mehr und mehr unter germanische Kontrolle geraten und Kastell und Vicus entweder endgültig zerstört oder/und verlassen worden sein.
- Siehe auch: Römische Geschichte des Saarlands

## Befundpräsentation, Fundverbleib und Denkmalschutz
Im Anschluss an die Ausgrabungsarbeiten wurden die Grundmauern des Kastells und der Vicusgebäude restauriert und sind heute in einer kleinen Parkanlage nördlich des Osthafens der Saar frei zugänglich. Das Fundmaterial der römischen Stätten Saarbrückens befindet sich im Museum für Vor- und Frühgeschichte der Stiftung Saarländischer Kulturbesitz.
Das Kastell Saarbrücken ist als Bodendenkmal nach dem Saarländischen Denkmalschutzgesetz (SDschG) unter besonderen Schutz gestellt. Gezielte Nachforschungen sowie Ausgrabungen bedürfen einer Genehmigung. Zufallsfunde sind den Denkmalbehörden zu melden.

## Trivia
Zahlreiche Objekte im Umkreis tragen den Namen „Römerkastell“. Außer der bereits erwähnten Straße Am Römerkastell ist eine Haltestelle der Saarbahn Römerkastell benannt. Von 2010 bis Januar 2016 gab es den im Saarbrücker Nachtleben legendären Club Römerkastell in der ehemaligen, inzwischen abgerissenen Becolin-Farbenfabrik. Auch weitere Lokalitäten des Stadtteils sind mit dem Namenszusatz am Römerkastell versehen.